# Composti aliciclici
I composti aliciclici sono una classe di idrocarburi aventi una catena ciclica a forma di anello, che non sia un anello benzenico o aromatico.
Otto Wallach, chimico tedesco, ha ricevuto il Premio Nobel per la Chimica nel 1910 per il suo lavoro sui composti aliciclici.
A seconda che la catena sia satura o insatura (ovvero che si abbia la presenza o meno di doppi legami), i composti aliciclici si dividono in:
- aliciclici saturi;
- aliciclici insaturi.

I cicloalcani sono gli unici composti aliciclici saturi; un esempio di cicloalcano è il cicloesano.
Tra i composti aliciclici a catena insatura si annoverano i cicloalcheni e i cicloalchini, avendo nell'anello ciclico rispettivamente doppi o tripli legami tra carbonio e carbonio.
Le formule generali dei composti aliciclici sono:
- Cicloalcani:  CnH2n
- Cicloalcheni: CnH2n-2
- Cicloalchini: CnH2n-4

Le regole di nomenclatura sono le stesse degli altri composti organici, a parte il suffisso "ciclo-" prima del nome IUPAC.